# Battered-Child-Syndrom
Das Battered-Child-Syndrom (BCS) (von englisch battered child, etwa: „schlimm zugerichtetes Kind“, „verprügeltes Kind“, „misshandeltes Kind“), auch Tardieu-Syndrom oder nicht-akzidentelle Verletzung, wird meistens unter der Bezeichnung Kindesmisshandlung geführt, unterliegt aber einer medizinisch eindeutigeren Definition:
Das BCS definiert sich als nicht unfallbedingte, aber gewaltsam verursachte körperliche oder seelische Schädigung eines Kindes durch aktives verletzendes Verhalten oder durch unterlassenen Schutz durch ein Familienmitglied oder eine Eltern-/Erwachsenen- oder Betreuungsperson.

## Begriffsgeschichte
1946 beschrieb der amerikanische Kinderradiologe John Caffey (1895–1978) in einem Artikel sechs Fälle, in denen Eltern „Geschichten“ erzählten, die nicht auf die Umstände von auf Röntgenaufnahmen erkennbaren Verletzungen eingingen. Caffey spekulierte in dem Artikel über die Ursachen, konnte diese aber nicht zufriedenstellend erklären. Der Artikel erschien in einem Fachjournal für Radiologie und so geschah nichts bis Mitte der 1950er. 1953 beschrieb Frederick N. Silverman drei Fälle in einem Artikel. 1955 wurden weitere zwölf Fälle durch Wooley und Evans beschrieben. Im Oktober 1961 wurde schließlich auf einer Tagung der American Academy of Pediatrics in einer von Silverman geleiteten Podiumsdiskussion unter der Bezeichnung Battered-Child-Syndrom diskutiert. Als Vorbereitung für diese Diskussion waren in einer US-weiten Umfrage 77 Staatsanwälte und 71 Krankenhäuser befragt und 749 Fälle identifiziert worden.
Die Veröffentlichung dieser Podiumsdiskussion im Journal of the American Medical Association führte unmittelbar zu einer Reaktion in der Öffentlichkeit. Innerhalb kürzester Zeit verabschiedeten alle 50 Staaten der USA Gesetze, nach denen Verdachtsfälle meldepflichtig wurden. Mit verbesserten Meldungen schätzte man 1967 die Anzahl auf 7.000 Fälle. Diese Schätzung wurde 1972 auf 60.000 und 1976 auf 500.000 korrigiert.
Es hatte 15 Jahre gedauert, bis das Problem in der Medizin allgemein wahrgenommen, und 25 Jahre, bis das Ausmaß des Problems bekannt wurde. Der amerikanische Organisationspsychologe Karl E. Weick leitet mit dem BCS-Beispiel die Erklärung des Konzeptes Sensemaking ein.
Aufgrund der Breite des Spektrums und der komplexen Auswirkung auf die Entwicklung des Kindes, spricht man eher von nicht-akzidentellen Verletzungen.

## Symptome, Anamnese und Diagnostik
Da unter dem Begriff Battered-Child-Syndrom verschiedene körperliche, sexuelle und seelische Misshandlungen zusammengefasst sind, gibt es keine eindeutigen Anzeichen für das Vorliegen, eine sorgfältige Anamnese ist daher benötigt. 
Zu den häufigsten Verletzungen zählen Hämatome und Frakturen unterschiedlichen Alters, sowie Brandverletzungen (bspw. durch Zigaretten verursacht) und Striemen am Körper. Bei der Anamnese ist vor allem darauf zu achten, ob der geschilderte Unfallhergang zum Verletzungsmuster passt, bspw. bei Verletzungen vor Eintritt des Laufalters. Anhaltspunkte geben hier insbesondere isolierte Verletzungen des Schädels und Gesichts, verzögertes Aufsuchen medizinischer Behandlung oder häufiges Wechseln des Arztes, Entdeckung zuvor nicht angegebener Verletzungen, Hinweise von Dritten oder dem Kind selbst und mehrere ältere Verletzungen die nicht dem Entwicklungsstand des Kindes entsprechen.

## Risikofaktoren
Kindesmisshandlungen treten in allen sozioökonomischen Schichten auf. Als Risikofaktoren gelten dennoch Eltern, die selber unter Misshandlungen litten, Familien, in denen Drogen und Alkohol konsumiert wird, sowie Familien in finanziell angespannten Situationen. Besonders häufig betroffen sind Kinder, mit bereits bestehenden Behinderungen oder Geschwister von bereits misshandelter Kinder. Körperliche Misshandlungen treten meist bis zu dem 3. Lebensjahr auf, während sexuelle Misshandlungen meist ab dem 6. Lebensjahr auftreten.